# Université du Vermont
L’université du Vermont et Collège agricole de l'État communément appelée University of Vermont est l'une des plus vieilles universités des États-Unis et le cinquième collège universitaire établi en Nouvelle-Angleterre. L’université est connue sous le nom de « UVM »  abréviation latine de Universitas Viridis Montis (université des Montagnes Vertes). L'université est située à Burlington, la plus grande ville de l'État de Vermont.

## Historique

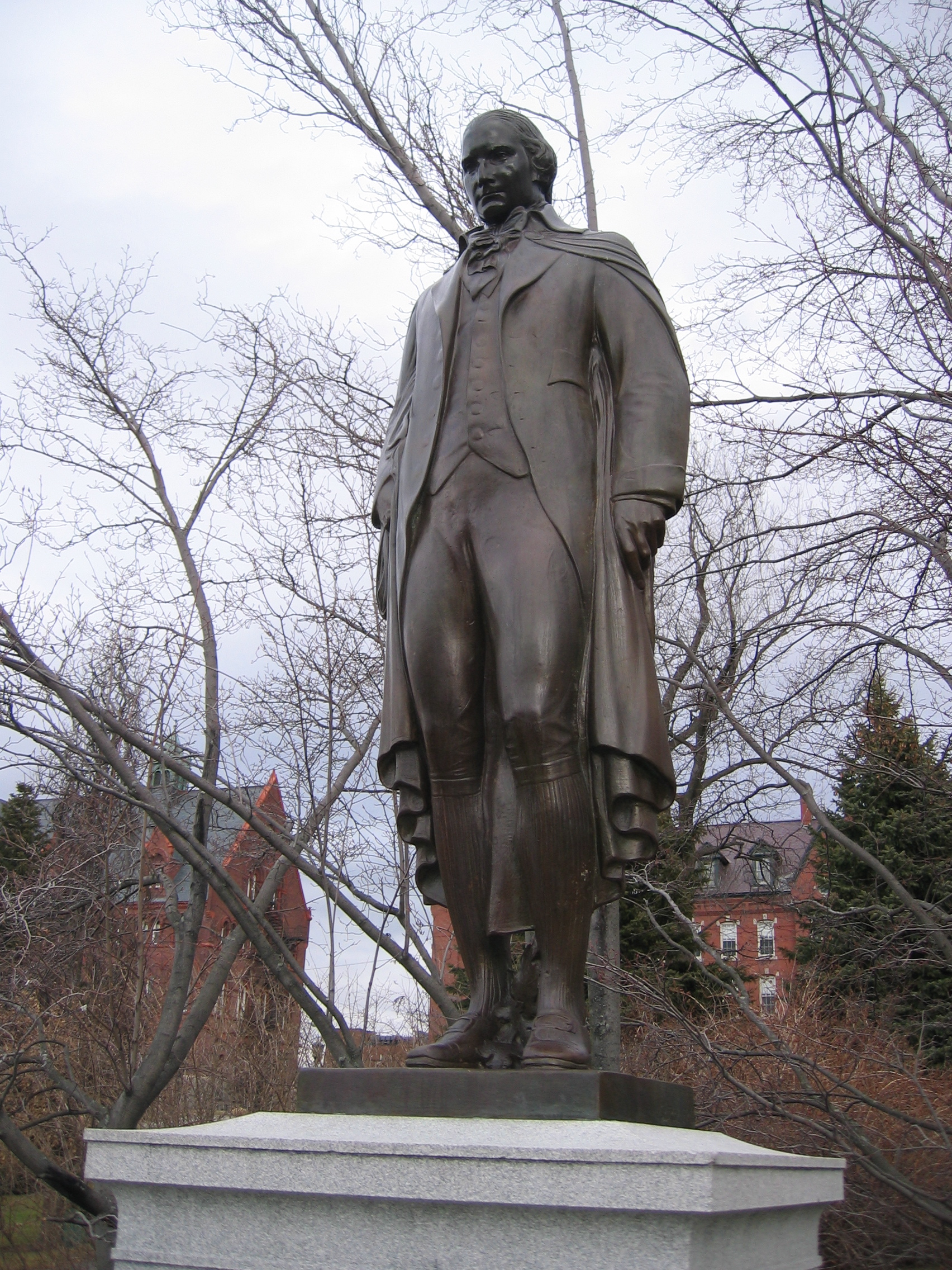
La statue d’Ira Allen sur le campus.

L’UVM est fondée en 1791 comme une université privée ; la même année le Vermont est devenu le 14e État de l'Union. Une grande partie du financement initial de l'université a été assuré par Ira Allen, qui a fait don de 50 acres (20 ha) de terrain pour l'établissement de l'université. Aujourd'hui Allen est honoré d’une façon posthume en tant que fondateur de UVM.
En 1804, John Pomeroy commence à enseigner la médecine aux étudiants dans sa maison à Burlington : c’est la première école médicale de l’État. En 1822, le Collège de médecine est établi comme le septième collège médical aux États-Unis.
Les citoyens de Burlington financent le premier édifice de l’université, et, quand le feu détruit le bâtiment principal en 1824, ils se cotisent pour sa reconstruction. Ce bâtiment ancien est connu comme le Old Mill (dénommé ainsi pour sa ressemblance aux usines de l'époque en Nouvelle-Angleterre).

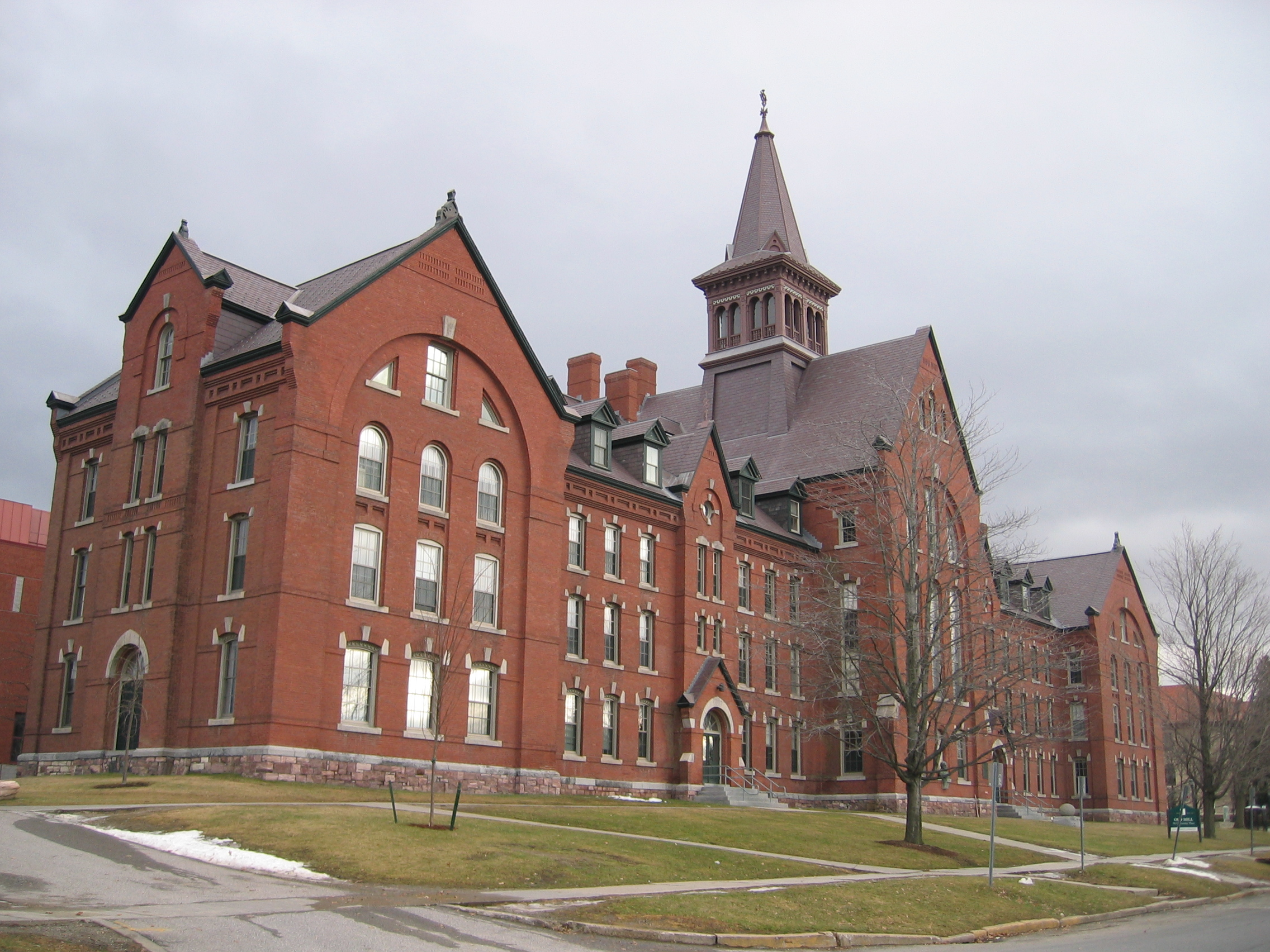
L’Old Mill, l’édifice le plus ancien de l'université du Vermont.

En 1865, l’université fusionne avec le Vermont Agricultural College, et devient une université publique de l’État.
L’UVM est la première université américaine dotée d’une charte stipulant que les «règles et règlements ne doivent tendre à privilégier aucune secte ni confession religieuse que ce soit. » En outre, l’université a été une des premières institutions à favoriser l’accessibilité des femmes et des Afro-Américains à l’enseignement supérieur aux États-Unis : dès 1871, elle bouleverse les traditions et immatricule ses deux premières étudiantes. Quatre ans plus tard, en 1875, l'UVM est la première université américaine à admettre les femmes dans l'ensemble de ses programmes. De même, dès 1877, l'UVM est la première université américaine à accueillir un afro-américain.

## Réputation

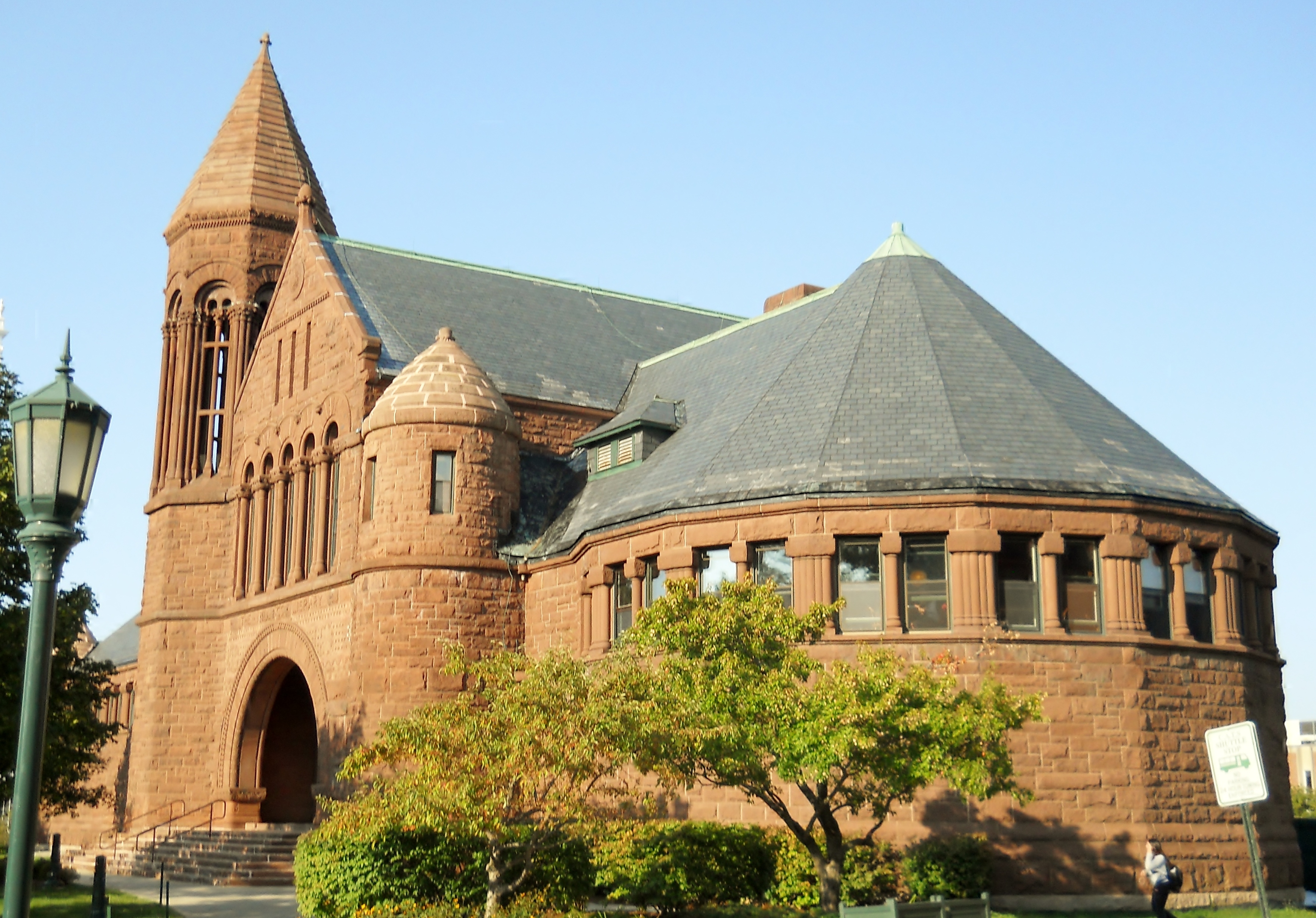
Construit en 1883, le Billings Memorial Library sert de bibliothèque universitaire centrale jusqu'en 1961. La Bibliothèque centrale est alors déplacée dans un nouveau bâtiment plus spacieux, le Guy W. Bailey.

Bien qu'ayant une réputation plus prestigieuse dans les années 1980-1990, l'UVM se classe tout de même encore aujourd'hui au sein du Tier I dans le classement des « universités nationales américaines » (qui compte 200 établissements) fait par la revue US News ans World Report : l'UVM y est classée en 94e position en 2010, et y occupe la 82e place en 2011 et 2014. L'UVM occupe la 34e place parmi les meilleures universités publiques.
La revue US News and World Report considère l'UVM comme une Up-and-Coming Schools offrant un des Best Undergraduate Teaching confirmant ainsi son « attrait national grandissant » déjà évoqué par les quotidiens nationaux The New York Times et USA Today. La Princeton Review considère l'UVM comme l'un des 371 meilleurs collèges universitaires des États-Unis . L'UVM est également reconnue comme étant l'une des meilleures universités publiques (classée 18e sur 30). Ceci en se basant sur le placement de ses diplômés dans les meilleures écoles de droit et de médecine par le Wall Street Journal. Le Business Week classe l'UVM 40e sur une liste de 50 universités à la sortie desquelles les jeunes diplômés touchent les salaires les plus élevés. Le QS World University Rankings qui établit un palmarès des meilleures universités au monde, classe l'UVM dans les 401e à 450e meilleures institutions pour les années 2008 - 2009 - 2010 mais l'UVM est éjectée de la liste en 2011, puis est classé 451 en 2012.
Le classement de Shanghai (ARWU) classe UVM parmi les 200-300 universités les plus prestigieuses au monde.
Le classement Webometrics place UVM a la 249e place de son classement des 12 000 universités à travers le monde 
L'UVM est l'une des huit Public Ivies originelles, c'est-à-dire une des huit universités publiques offrant une expérience universitaire comparable à celle de l'Ivy League.
En 2011, le Collège de médecine de l'UVM occupe le 20e rang pour la qualité globale de la formation des futurs médecins généralistes parmi les 125 écoles de médecine aux États-Unis selon le classement du U.S. News & World Report’s.

## Campus

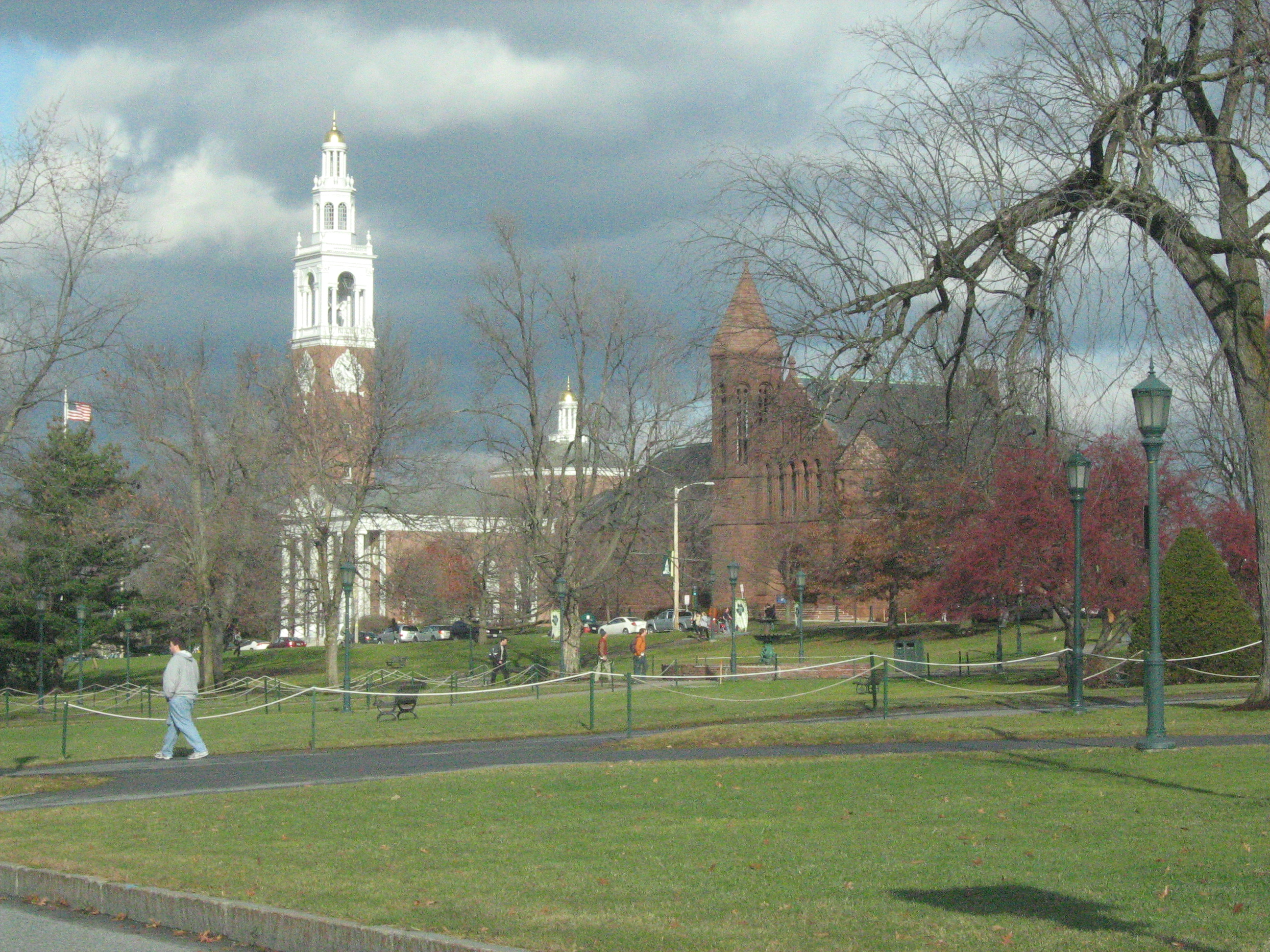
Le campus est entouré d'espaces verts en plein centre de Burlington.

Le campus de l'UVM couvre 1,83 km2 (la taille du campus est de 460 acres environ), et est situé à Burlington. Parmi les édifices marquants du campus, on compte l'édifice historique de l'université Green, le centre Dudley H. Davis - le premier centre étudiant des États-Unis à recevoir le certificat d'or du Conseil des Bâtiments verts des États-Unis - le musée Robert Hull Fleming, et le complexe sportif Patrick-Forbush-Gutterson, domicile des équipes sportives de l'université : les Catamounts du Vermont. On note également que le plus grand centre hospitalier du Vermont, le Centre médical universitaire du Vermont à Burlington, qui est affilié comme hôpital universitaire à l'école de médecine de l'UVM.
Aujourd'hui, sur les 11 593 étudiants que compte l'université, 35 % d'entre eux sont originaires du Vermont, et 65 % viennent des autres États américains et aussi du Canada, d'Europe et d'Asie. 56 % des étudiants UVM sont des femmes.

## Facultés
L’UVM se compose de 7 écoles de premier cycle et d'un collège spécialisé (le collège de médecine). Les programmes de maîtrise et de doctorats sont offerts en agriculture, en sciences humaines, en éducation, en service social, en génie civil, en mathématiques, en médecine, en sciences infirmières, en science de la réadaptation physique, en administration des affaires et en environnement. L'UVM offre également des programmes de certificat de premier cycle pour les personnes actives sur le marché du travail qui ne peuvent pas s'investir à temps plein dans des études universitaires. Il existe également un post-licence en médecine et des cours en formation spécialisée en entreprises.
Les différents cours des programmes de l'UVM sont présentés en classe, en ligne sur le web et à la télévision communautaire interactive. Une collaboration s'est développée au fil des années avec le Vermont Public Television.

### École d'agriculture
L'école d'agriculture (CALS) offre des programmes en sciences animales, biochimie, sciences biologiques, médecine vétérinaire, entrepreneuriat communautaire, développement communautaire et international, diététique, nutrition et alimentation, agriculture écologique, sciences de l'environnement, microbiologie, génétique moléculaire, biologie végétale, et horticulture. L'école d'agriculture abrite également le Centre d'études rurales. L'université possède aussi quatre fermes rurales, où les étudiants peuvent faire des recherches sur des sujets agricoles. À cet effet l'UVM reçoit une subvention annuelle des services de recherche agricole de l'État du Vermont.

### École des arts et sciences

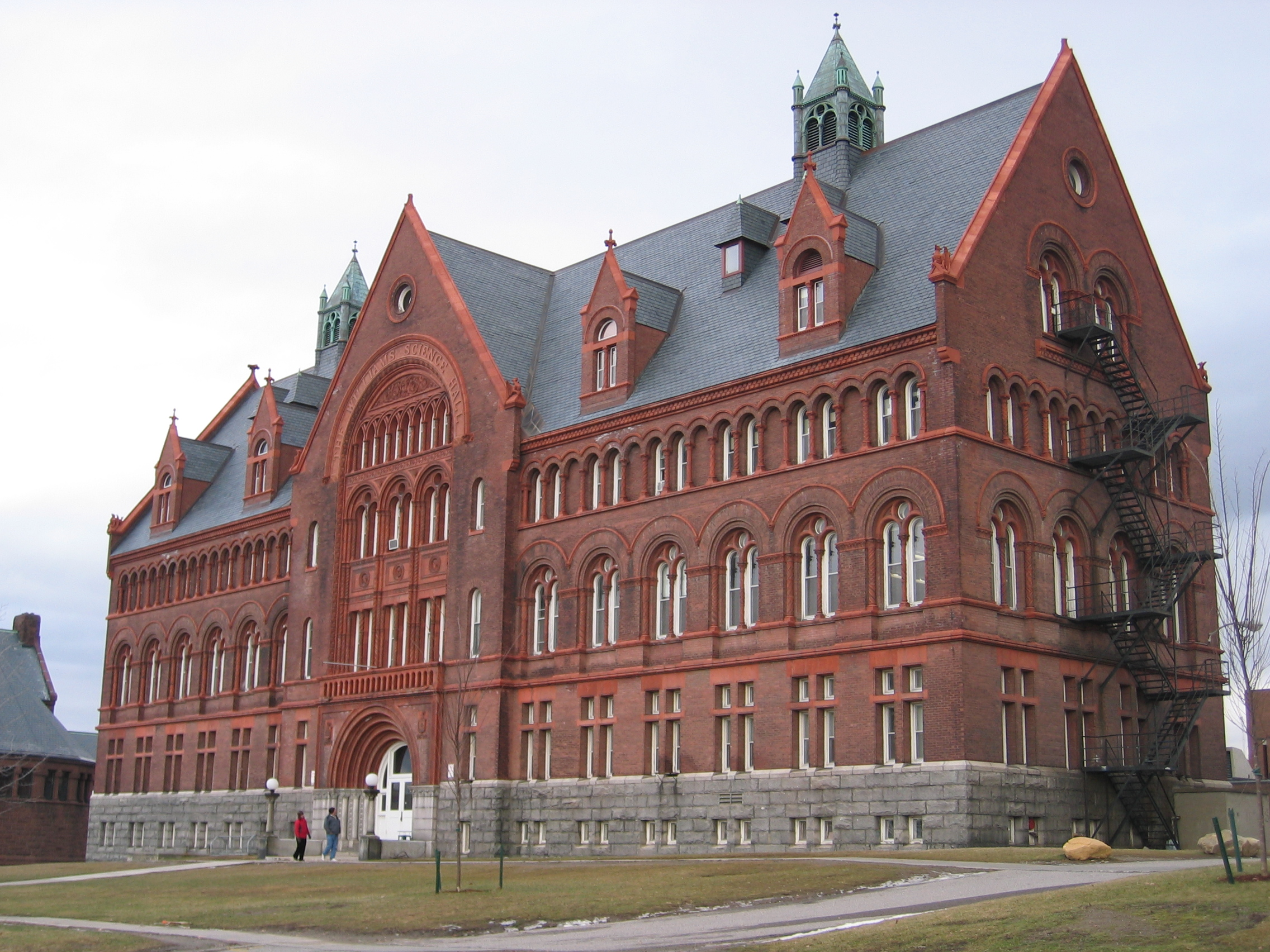
Le Williams Science Hall est le centre du département d'anthropologie.

L'école propose 45 domaines d'études dans les sciences humaines. Il est possible de faire une majeure ou une mineure de premier cycle (44 majeures et 56 mineures existent dans 19 programmes) en anthropologie, en histoire de l'art, en études asiatiques, en études canadiennes, en civilisation classique, en informatique, en économie, en étude de la langue française, de la langue anglaise, de la langue allemande, de la langue italienne, de la langue chinoise, de langue japonaise, en études européennes, en études latino-américaines, en études cinématographiques et de télévision, en études de l'histoire, de la géographie, en étude de la géologie, en science des matériaux, en science politique, en psychologie, et en étude des religions.

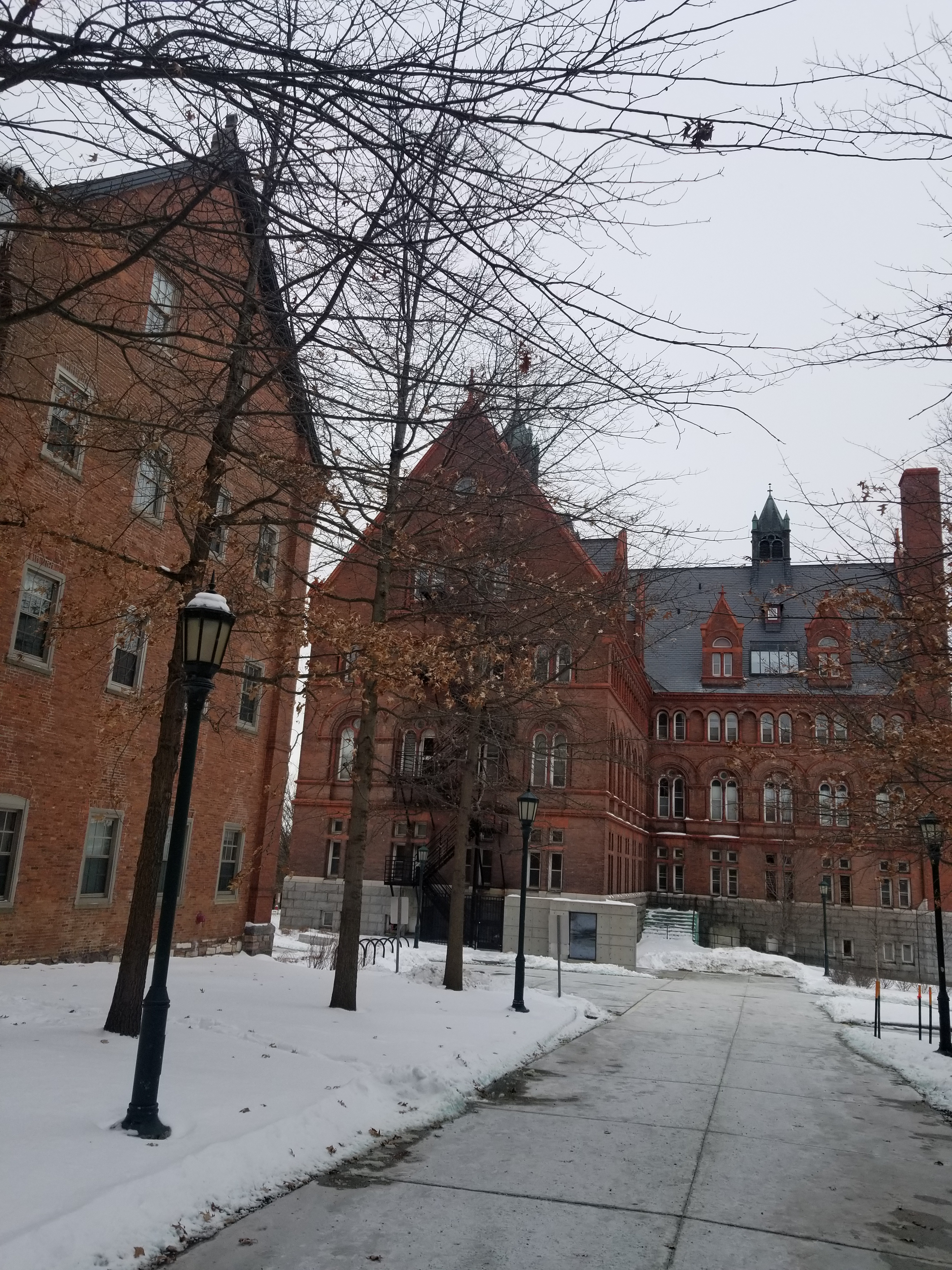
Campus de l'université du Vermont sous la neige.

L'école abrite également le prestigieux Center for Holocaust Studies, fondé par le Professeur Raul Hilberg. Ce dernier a fait de l'université du Vermont un des berceaux internationaux de l'étude universitaire de la Shoah.
De plus l'école des arts et sciences présente tout au long de l'année des performances en art de ses étudiants via le Royal Tyler Theatre et le Vermont Mozart Festival. Ce festival a été incorporé comme une organisation indépendante à but non lucratif en 1976, mais conserve des liens avec l'UVM.

### École d'administration et des affaires
L'école en administration est accréditée par le AACSB, un organisme international, et offre des concentrations dans la comptabilité, l'entrepreneuriat, la finance, la gestion des ressources humaines, la gestion internationale, le marketing  et la gestion des opérations. L'école offre également des programmes des cycles supérieurs, y compris une maîtrise en administration des affaires (MBA)

### École de l'éducation et des services sociaux
L'école offre une formation pour les futurs enseignants, et des études en travail social pour former des intervenants sociaux. Le département de travail social de l'école comprend le Centre sur les handicaps et l'intégration communautaire. Des études menant à une maîtrise ou un doctorat en service social sont offertes.

### École du génie civil et des mathématiques
Le CEMS (signifie College of Engineering and Mathematical Sciences)  abrite une école de génie, un département d'informatique, un département de mathématiques et de statistique, et de deux centres de recherche - le Centre des systèmes complexes et le Vermont Advanced Computing Center. Le CEMS compte environ 750 étudiants de premier cycle et 85 membres du corps professoral.

### Collège de médecine
Le Collège de médecine accueille environ 100 étudiants en médecine chaque année. Il y a 400 étudiants en médecine au total. Le centre de Soins de santé Centre médical universitaire du Vermont à Burlington est le principal lieu de stage dans la formation clinique des futurs médecins. Une formation supplémentaire en spécialité médicale a lieu au Centre médical de Portland, au Maine.

### École des sciences infirmières et sciences de la santé
L'école (CNHS) comprend quatre départements: sciences infirmières, laboratoire des sciences médicales et de la radiologie, sciences de la communication humaine, et la physiothérapie. Un doctorat en thérapie physique est offert.

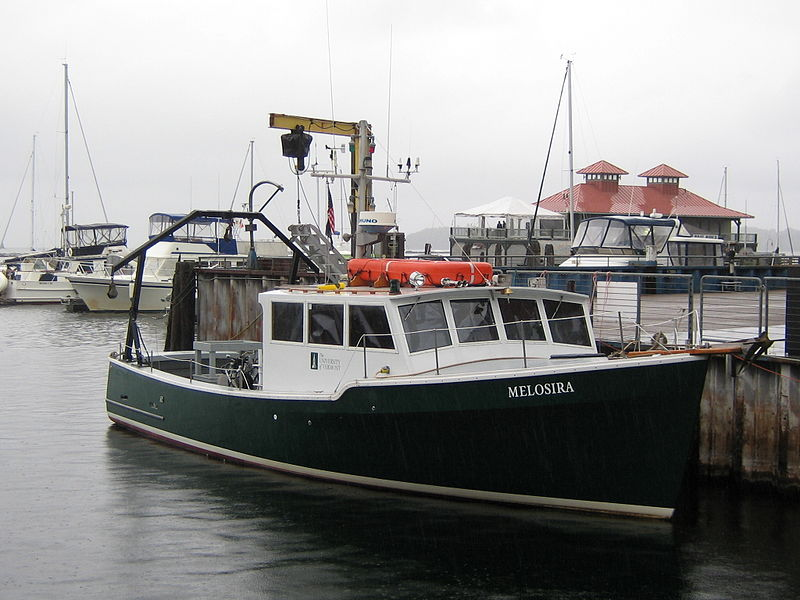
Le navire de recherche Melosira II sur le lac Champlain.

### École Rubenstein  des sciences de l'environnement
L'école (RSENR) cherche une compréhension des processus écologiques et des comportements sociaux visant à maintenir l'intégrité des systèmes naturels de l'environnement. En 2007, l'école obtient une subvention de 6,7 millions  pour la recherche des problèmes de pollution dans le lac Champlain. Le laboratoire Rubenstein de sciences des écosystèmes mène ses recherches en collaboration avec l'Aquarium de Burlington.

## Musée de l'université
Le Robert Hull Fleming Museum est reconnu officiellement par l'UVM comme le musée de l'université. Le musée est construit en 1931 afin d'abriter une collection croissante d'objets donnés à l'université du Vermont. Sa collection permanente comprend une variété d'œuvres d'art ainsi que des artefacts en anthropologie.

## Vie étudiante

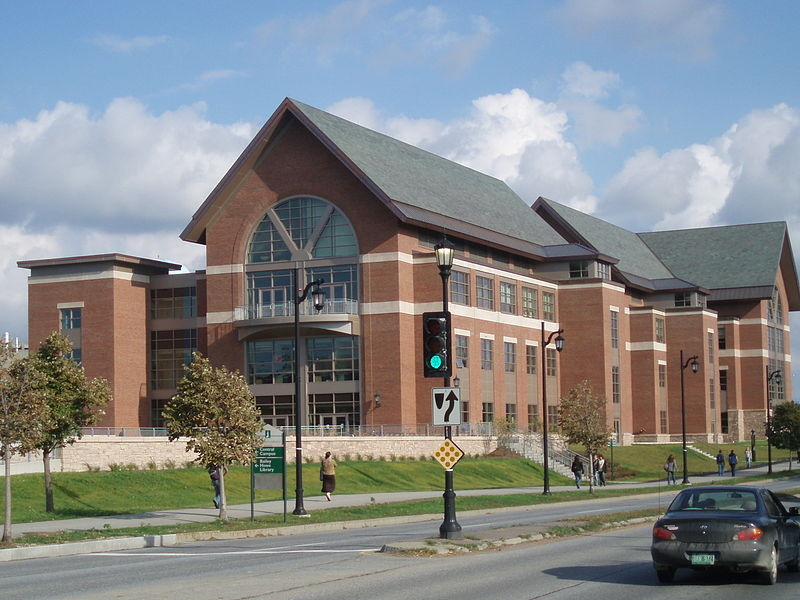
Le Centre Dudley H. Davis regroupe les ressources étudiantes, la radio communautaire et les locaux des associations depuis sa construction en 2007.

L'UVM propose de nombreux services communautaires à ses étudiants: tutorat, centre d'aide pour les femmes, service de placement, services de santé et d'assurance santé. La vie sur le campus à l'UVM est rythmée par les fraternités et les nombreuses associations puisque 94 % des étudiants et 95 % des étudiantes en sont membres. Ces associations organisent de multiples évènements, notamment des concerts et des ateliers de discussion. La communauté universitaire UVM a une longue histoire de militantisme étudiant. Plusieurs organisations d'étudiants dans la justice sociale et la cause environnementale sont présentes sur le campus.
Plusieurs revues étudiantes sont publiées sur le campus. Une radio étudiante communautaire, le WRUV 90.1 FM diffuse sur le campus. La station émetteur 460 watts permet à la radio étudiante d'être entendu dans toute la région de Burlington.

## Sports universitaires

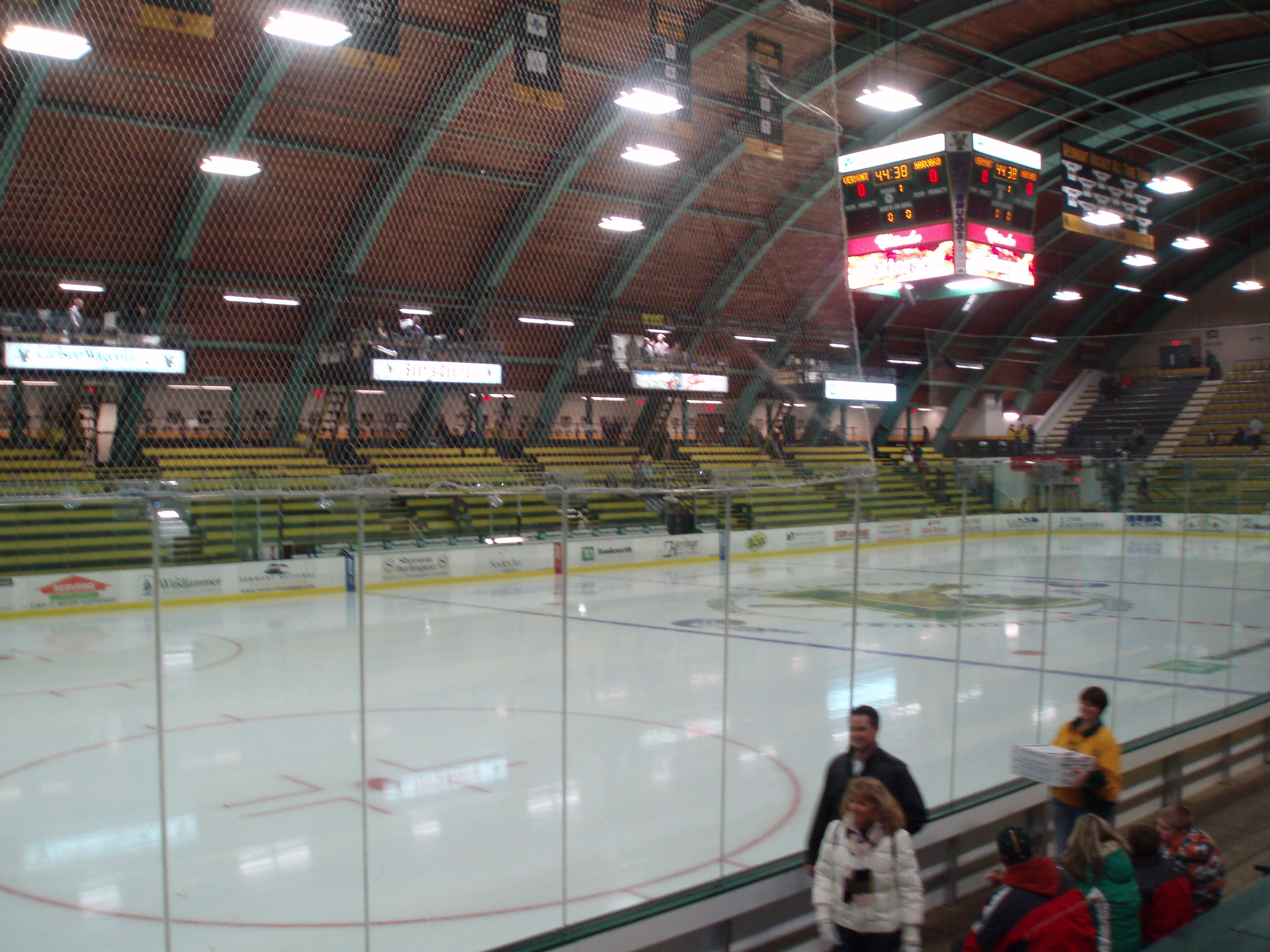
Le Gutterson Fieldhouse du complexe sportif peut accueillir 4007 fans de hockey.

Les équipes sportives à l'UVM sont connus sous le nom des Catamounts du Vermont. Les Catamounts sont membres de la NCAA et proposent des compétitions dans plus de 18 sports interuniversitaires.
Il existe également un club de voile et un club de cyclisme  qui ont une forte présence dans les activités sportives étudiantes.
Le complexe sportif Patrick-Forbush-Gutterson (le PFG) regroupe les installations sportives de l'université dont l'aréna Gutterson Fieldhouse.

## Concerts

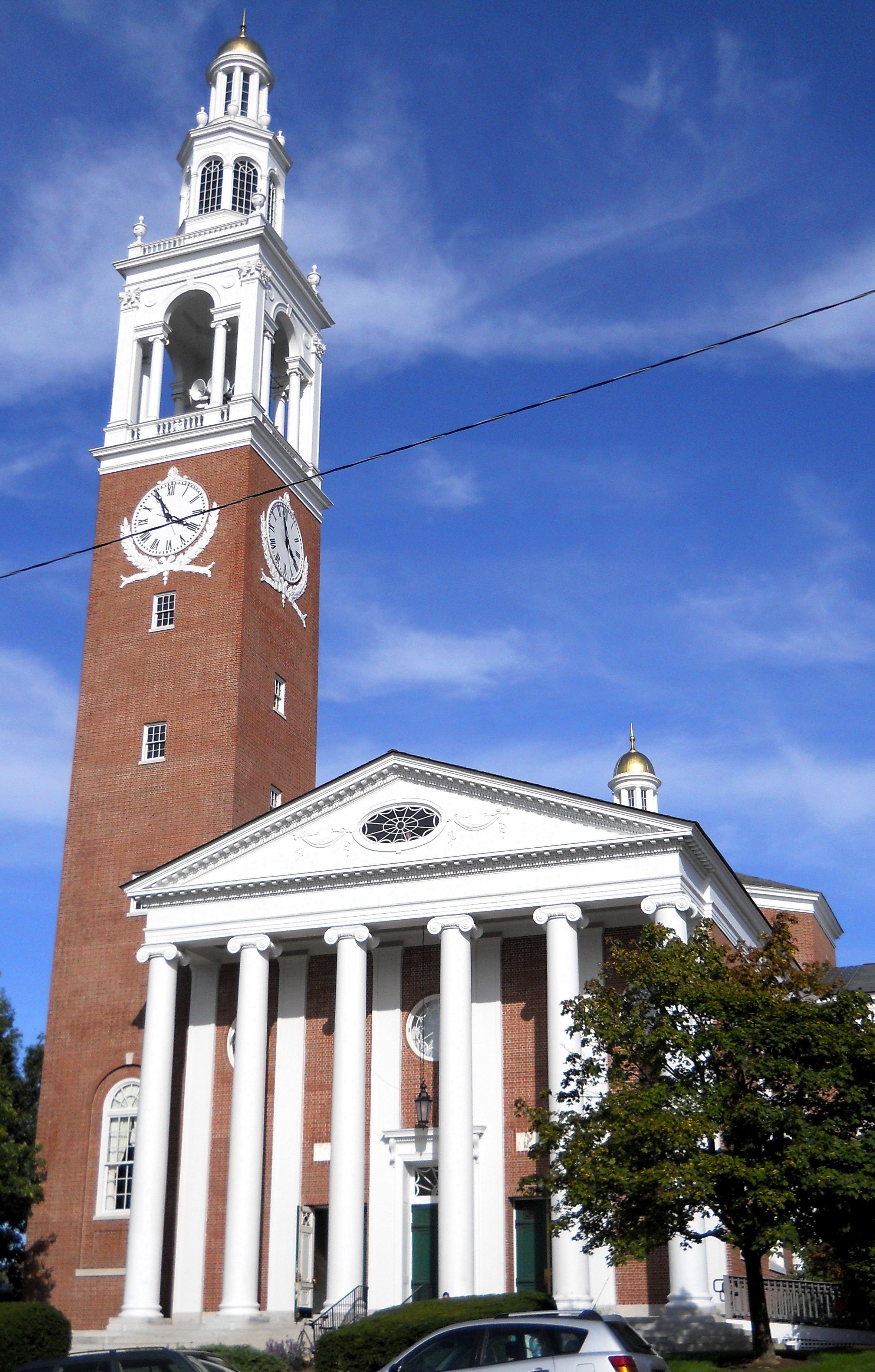
L'Ira Allen Chapel sert de salle de concert.

Les concerts musicaux à l'université du Vermont (officiellement connu comme Concerts SA) sont créés en 1971. Ce club musical est chargé de présenter des spectacles de musique à la communauté étudiante. Le club musical comprend un bureau élu d'étudiants qui apprennent les différents aspects de l'industrie musicale. Depuis 2001, ce club organise un festival annuel, tenu en avril qui est connu comme le Springfest.

## Personnalités liées à l'université

### Professeurs
- Robert S. Griffin, sociologue et essayiste
- Raul Hilberg, historien spécialiste de la Shoah

### Étudiants
- Ben Affleck, acteur, écrivain, et réalisateur[39]
- Dierks Bentley, artiste de musique country.
- Grace Coolidge, première Dame des États-Unis  de 1923 à 1929.
- John Dewey, philosophe pragmatique et éducateur.
- Brian Dubie, lieutenant gouverneur ; le 85e gouverneur général du Vermont.
- David Franzoni, récipiendaire d'un Academy Award et écrivain.
- John Kilik, producteur de films (Dead Man Walking, Malcolm X, Pollock, Do The Right Thing, Mo' Better Blues, Alexander, Babel, The Diving Bell et Le Butterfly)
- Madeleine May Kunin, ancienne gouverneure du Vermont et ambassadrice pour les États-Unis en Suisse et au Liechtenstein
- John LeClair, joueur professionnel de hockey sur glace
- Eric Lipton, journaliste au New York Times ; corécipiendaire d'un prix Pulitzer en journalisme.
- John McGill, M.D., un responsable de médecins sans frontières de 1999 à aujourd'hui.
- Torrey Mitchell, joueur professionnel de hockey sur glace
- Éric Perrin, joueur professionnel de hockey sur glace
- E. Annie Proulx, écrivain, prix Pulitzer de The Shipping News et Brokeback Mountain.
- Henry Jarvis Raymond, cofondateur du New York Times et du magazine Harper's New Monthly
- Bill Ruprecht, président & directeur Sotheby's Holdings Inc.
- Patrick Sharp, joueur  professionnel de hockey sur glace
- Kerr Smith, acteur
- Martin Saint-Louis, joueur professionnel de hockey sur glace
- Viktor Stålberg, joueur professionnel de hockey sur glace
- William Almon Wheeler, vice-président des États-Unis (1837-1839)
- Timothy Thomas, ancien Vermont Catamounts, joueur professionnel  de hockey sur glace[40]
- Jody Williams, récipiendaire d'un prix Nobel de la paix pour son opposition aux mines anti-personnelles
- Trey Anastasio, musicien pour Phish